# Robb Kulin
Robb Michael Kulin (*7. prosince 1983, Anchorage, Aljaška, Spojené státy*) je americký inženýr, podnikatel a bývalý kandidát na astronauta NASA. Byl členem 22. skupiny astronautů NASA, ale rezignoval ještě před dokončením výcviku.

## Osobní život
Robb Kulin se narodil a vyrůstal v Anchorage, Aljaška.

## Vzdělání
Studoval mechanické inženýrství na University of Denver, získal magisterský titul v oboru materiálové vědy a doktorát v oboru inženýrství na University of California, San Diego. V rámci doktorského studia se zaměřil na dynamiku zlomenin kostí.

## Kariéra
Pracoval jako komerční rybář v Chigniku na Aljašce a dříve působil jako vrtař ledu v Antarktidě na Západoantarktickém ledovci a na Taylorově ledovci.
V době, kdy byl v červnu 2017 vybrán jako kandidát na astronauta, pracoval Kulin jako vedoucí manažer pro spolehlivost letů ve společnosti SpaceX, kde vedl skupinu Launch Chief Engineering v Hawthorne v Kalifornii, a to od roku 2011.
V srpnu 2018 se stal prvním kandidátem na astronauta NASA za posledních padesát let, který rezignoval ještě před dokončením úvodního výcvikového programu. Jako důvod rezignace uvedl „osobní důvody“.
V dubnu 2019 nastoupil do Firefly Aerospace jako ředitel inženýrství pro nosnou raketu Alpha určenou k vynášení malých satelitů a později působil jako provozní ředitel (COO).